# خون وین (مجموعه تلویزیونی)
میراث وین (انگلیسی: Vienna Blood) یک مجموعۀ تلویزیونی دلهره‌آور روان‌شناختی بریتانیایی-اتریشی است که در وین، اتریش در دهه ۱۹۰۰ اتفاق می‌افتد. این سریال بر اساس رمان‌های لیبرمن نوشته فرانک تالیس، مکس لیبرمن (متیو بیرد)، دکتر و شاگرد زیگموند فروید را دنبال می‌کند که به کارآگاه پلیس اسکار راینهارت (یورگن ماورر) کمک می‌کند. آن‌ها با ارائه بینش‌های روان‌شناختی دربارهٔ انگیزه‌های سوژه‌ها و قتل‌های مزاحم را با موفقیت بررسی می‌کنند. موضوع فرعی داستان، یهودی‌ستیزی  است.
پخش آن از ۱۸ نوامبر ۲۰۱۹ در بی‌بی‌سی دو آغاز شد. در ۶ ژوئیه ۲۰۲۰، برای سری دوم دوباره راه اندازی شد. در ۲۲ فوریه ۲۰۲۲، سری سوم راه اندازی شد.

## بازیگران

### نقش اصلی
- متیو بیرد در نقش مکس لیبرمن
- یورگن ماورر در نقش اسکار راینهارت
- لوئیز فون فینک در نقش کلارا وایس
- جسیکا دی گوو در نقش آملیا لیدگیت (فصل۱)
- لوسی گریفیث در نقش آملیا لیدگیت (فصل۲)
- آملیا بولمور در نقش ریچل لیبرمن

- کنلث هیل در نقش مندل لیبرمن

### نقش مکرر
- شارلین مک کنا در نقش لیا لیبرمن
- الیور استوکوفسکی در نقش پروفسور گرونر
- رافائل فون بارگن در نقش بازرس هاینریش / دیتریش فون بولو
- سیمون هاتزل به عنوان کمیسر پلیس آگوست اشتراسر
- جوزف الرز در نقش گروهبان هاوسمان
- هارالد ویندیش در نقش پروفسور ماتیا
- لوئیز اوه در نقش دانیل لیبرمن
- اولریش نوتن در نقش گراف فون تریبنباخ
- مایکل نیاورانی در نقش آقا بیبر
- اورسولا اشتراوس در نقش جونو هولدرلین
- یوهانس کریش در نقش سرگرد جولیوس ریزینگر
- کاترین بل در نقش مادام بورک

## ‌قسمت‌ها

### نمای کلی سریال
| فصل | قسمت‌ها | قسمت‌ها | تاریخ اصلی روی آنتن رفتن | تاریخ اصلی روی آنتن رفتن |
| فصل | قسمت‌ها | قسمت‌ها | اولین بار                | آخرین بار                |
| --- | ------ | ------ | ------------------------ | ------------------------ |
| ۱   | ۳      | ۳      | ۱۸ نوامبر ۲۰۱۹           | ۲ دسامبر ۲۰۱۹            |
| ۲   | ۳      | ۳      | ۱۰ دسامبر ۲۰۲۱           | ۲۴ دسامبر ۲۰۲۱           |
| ۳   | ۳      | ۳      | ۱۴ دسامبر ۲۰۲۲           | TBA                      |

### فصل۱ (۲۰۱۹)
| ۱ | «آخرین سانس» | رابرت دورنهلم | استیون تامپسون | ۱۸ نوامبر ۲۰۱۹ | ۱.۸ |
| هنگامی که در شرایط مرموز مرده‌ای پیدا می‌شود، دکتر مکس لیبرمن توسط بازرس اسکار راینهارت از پلیس وین دعوت می‌شود تا در یافتن قاتل به او کمک کند.                 |              |               |                |                |     |
| ۲ | «ملکه شب»    | اوموت داگ     | استیون تامپسون | ۲۵ نوامبر ۲۰۱۹ | ن/م |
| یک سری قتل وحشتناک در محله‌های فقیر نشین وین منجر به دستگیری سریع می‌شود، اما اسکار و مکس بر سر یک مظنون اختلاف نظر دارند.                                     |              |               |                |                |     |
| ۳ | «کودک گمشده» | اوموت داگ     | استیون تامپسون | ۲ دسامبر ۲۰۱۹  | ن/م |
| برادرزادۀ مکس پس از غرق شدن یکی دیگر از دوستانش در یک آکادمی نظامی از لحاظ روحی و روانی آسیب می‌بیند. مکس به یک بازی نادرست که در آنجا انجام می‌شود مشکوک است. |              |               |                |                |     |

### فصل۲ (۲۰۲۱)
| ۱ | «کنتس مالیخولیایی»         | رابرت دورنهلم | استیون تامپسون | ۱۰ دسامبر ۲۰۲۱ | ن/م |
| یک کنتس بیوه در یک خودکشی ظاهری می‌میرد اما بعدا مشخص شد که او به قتل رسیده است. او با مکس مشورت کرده بود. چرا او انقدر ناراضی بود؟                                                    |                            |               |                |                |     |
| ۲ | «بوسۀ شیطان»               | رابرت دورنهلم | استیون تامپسون | ۱۷ دسامبر ۲۰۲۱ | ن/م |
| یک جیب‌بر جوان جسدی به شدت گندیده را کشف می‌کند که اسکار را به دنبال یک آنارشیست می‌برد که مصمم است امضای یک معاهده را مختل کند.                                                         |                            |               |                |                |     |
| ۳ | «تاریکی در حال افزایش است» | رابرت دورنهلم | استیون تامپسون | ۲۴ دسامبر ۲۰۲۱ | ن/م |
| به دنبال درگیری در یک سخنرانی، یک راهب کشته می‌شود. و تنها یک مظنون دستگیر می‌شود، برادر نامزد کلارا. مکس فکر نمی‌کند که راهب را کشته است و مخفیانه می‌رود تا بفهمد چه اتفاقی افتاده است. |                            |               |                |                |     |

### فصل۳ (۲۰۲۲)
| ۱ | «اشتراک مرگبار»                  | رابرت دورنهلم | استیو تامپسون | ۱۴ دسامبر ۲۰۲۲ | ن/م |
| یک خیاط جوان در یک خانه مد مجلل به قتل می‌رسد. اسکار و مکس در ابتدا گیج می‌شوند، اما سرنخ‌های بیشتری با دریافت نامه‌ای در تمرین جدید مکس برای آن‌ها آشکار می‌شود.   |                                  |               |               |                |     |
| ۲ | «خدای سایه‌ها»                    | رابرت دورنهلم | استیو تامپسون | ۲۱ دسامبر ۲۰۲۲ | ن/م |
| مکس تخصص عصبی خود را در مورد یک سرباز بازنشسته به نام کاپیتان اشتاینر به کار می‌گیرد که متقاعد شده است توسط ارواح انتقام جو مورد نفرین و شکنجه قرار گرفته است. |                                  |               |               |                |     |
| ۳ | «خوش آمدید به مرگ الانِ یک مهمان» | رابرت دورنهلم | استیو تامپسون | ۲۸ دسامبر ۲۰۲۲ | ن/م |
| هنگامی که یک ستاره مشهور سینما در طول نمایش فیلم جدیدش می‌میرد، تحقیقات مکس و اسکار، آن‌ها را درگیر تاریکی از ستاره بودن و سیاست راست افراطی می‌کند.             |                                  |               |               |                |     |

## تولید
این سریال در مکانی در وین و اتریش فیلمبرداری شد و از اکتبر ۲۰۱۸ شروع شد. مکان‌ها شامل خانه اپرای دولتی وین، و همچنین آرشیو دانشگاه وین، موزه تاریخ طبیعی، کافه اسپرِل، و کافه برونرهوف بود.
این مجموعه محصول مشترک اندور پروداکشنز و ام آر فیلم (اتریش) بود.